# Zelliger József
Zelliger József (Szenice, 1837. október 21. – Nagyszombat, 1886. augusztus 31.) tanítóképző intézeti igazgató-tanár.

## Családja
Zelliger Ferenc és Bende Teréz fia. Zelliger Alajos, Zelliger Vilmos, Zelliger Arnold, Zoltay Ágoston és Zelliger Aurelia Anastasia Regina édesapja.

## Élete
Az algimnáziumot Szakolcán, a főgimnázium hét osztályát Pozsonyban végezte; azután a képzőintézeti tanulmányalt ismét Érsekújvárt és már 16 éves korában tanképesítő oklevelet nyert. Mint tanító Nádason, Sándorfán és Nagylenárdon működött; 1859-től Zohoron kántortanító, 1865. június 12-én igazgató-tanító lett Malackán (Pozsony megye), 1869-ben a besztercebányai, 1872-ben pedig a nagyszombati tanítóképzőintézet tanárává neveztetett ki; 1873 júniusában igazgató-tanár lett. 1882. szeptember 14-én megalapította 439 taggal a nagyszombati katolikus néptanítók egyesületét, melynek elnöke volt. Az 1880-as években külföldön tanulmányutakat tett. Meghalt 1886. augusztus 31-én Nagyszombatban, ahol síremlékét 1887. október 27-én leplezték le.
Cikkei a Népnevelőben (1882-1886) jelentek meg.

## Művei
- Vezérkönyv a földgömb tanításához. Budapest, 1871
- 1873 Stručná ústavoveda čili občanské práva a povinnosti občanov kráľovstva uhorského. Skalica
- Méter-mértékekről. Szakolcza, 1875 (német és tót kiadásban is)
- Magyar alkotmány, vagyis a magyar honpolgár jogai és kötelességei. Népiskolák számára. Nagyszombat, 1878
- Magyar Abéczéskönyv Magyarország kath. népiskolái számára. Budapest, 1879
- Magyar beszédgyakorlatok. A népiskolák I. és II. osztályának. Nagyszombat, 1879 (4. kiad. Nagyszombat, 1902)
- Magyar olvasókönyv a tót kath. népiskolák II. oszt. számára, Budapest, 1880
- Magyar nyelvgyakorlatok a tót népiskolák II. oszt. számára. Nagyszombat, 1882
- Magyar nyelvgyakorlatok a tót népiskolák III. oszt. számára. Nagyszombat, 1882
- Tanoda látogatási és szorgalmi jegyzőkönyv. Nagyszombat, 1882
- Kis általános földleírás. Képekkel. Nagyszombat, 1883
- Kis általános földleírás. Képekkel magyar- és német nyelven. Nagyszombat, 1883
- Kis általános földleírás. Képekkel magyar és tót nyelven. Nagyszombat, 1883
- Számolási gyakorlókönyv a népiskola II. és III. oszt. számára. Nagyszombat, 1883
- Számolási gyakorlókönyv a népiskola II. és III. oszt. számára, magyar- és német nyelven. Nagyszombat, 1883
- Számolási gyakorlókönyv a népiskola II. és III. oszt. számára, magyar és tót nyelven. Nagyszombat, 1883

Még több iskolai könyvet írt és kiadott szlovákul. Munkái több kiadásban is megjelentek. Szerkesztette a Népiskolai Tanügyi Figyelőt 1880 és 1881-ben Nagyszombatban és 1882. január 1-én megalapította a Népnevelő c. pedagógiai lapot és annak haláláig egyik szerkesztője és kiadó-tulajdonosa volt.